# Renato Seabra
Pour les articles homonymes, voir Seabra.
Renato Martins Seabra, né le 25 avril 1978 à Marília, est un coureur cycliste brésilien, vainqueur notamment de la Prova Ciclística 9 de Julho en 2006, puis du Tour du Paraná l'année suivante. Spécialiste des courses par étapes, il termine régulièrement dans les dix premiers des grandes courses par étapes brésiliennes depuis 2002, et surtout depuis 2005. Il a participé pour le Brésil aux Championnats panaméricains et aux Championnats du monde en 2007.

## Palmarès
- 2002
  - 1re étape du Tour de Santa Catarina
- 2006
  - Prova Ciclística 9 de Julho
  - 2e étape du Tour de Santa Catarina
  - 2e du Tour de Santa Catarina
  - 2e du championnat du Brésil sur route
- 2007
  - Tour du Paraná :
    - Classement général
    - 3e étape
- 2010
  - 2e étape du Tour de l'intérieur de Sao Paulo
  - 3e du Tour du Brésil-Tour de l'État de Sao Paulo
- 2011
  - Classement général du Tour de Gravataí

## Classements mondiaux
| Année            | 2005 | 2006 | 2007 | 2008 | 2009 | 2010 | 2011 | 2012 | 2013 |
| ---------------- | ---- | ---- | ---- | ---- | ---- | ---- | ---- | ---- | ---- |
| UCI America Tour | 117e | 12e  | 24e  | 370e | 169e | 21e  | 7e   |      | 107e |